# Palmorda paradoxa
Palmorda paradoxa (sinónimo de Palpomorda paradoxa) es una especie de coleóptero de la familia Mordellidae.

## Distribución geográfica
Habita en Guinea.